# Jeotgalicoccus huakuii
Jeotgalicoccus huakuii ist eine Bakterienart. Sie zählt zu der Abteilung Firmicutes, der Gram-Test verläuft somit positiv. Der GC-Gehalt dieser Art liegt bei 36,8 Mol-Prozent. Sie wurde aus einer Bodenprobe von einem Strand der Shandong Provinz in China isoliert. Der Artname wurde zu Ehren eines chinesischen Mikrobiologen gewählt.

## Merkmale

### Erscheinungsbild
Die Zellen von Jeotgalicoccus huakuii sind kokkenförmig. Der Durchmesser liegt bei 0,4–0,8 µm. Jeotgalicoccus huakuii bildet keine Endosporen. Die Art kann sich nicht durch eigene Kraft bewegen, ist also nicht motil.
Auf mit Agar verfestigtem LB-Medium wachsen die Zellen zu weißen Kolonien heran, deren Durchmesser 0,5–1,0 mm beträgt. In der Aufsicht sind die Kolonien rund geformt mit einem klar definierten Rand, in der seitlichen Ansicht erscheinen sie leicht konvex erhaben.

### Wachstum und Stoffwechsel
Jeotgalicoccus huakuii ist heterotroph, er führt keine Photosynthese durch. Die Art zeigt auch unter anaeroben Bedingungen, also unter Sauerstoffausschluss, Wachstum, die Art ist fakultativ anaerob. Der pH-Wert für bestes Wachstum liegt bei 4,5–10,0. Bei pH-Werten unterhalb von pH 4,5 findet kein Wachstum mehr statt, optimale Werte sind pH 6,5–8,0. Tolerierte Temperaturen liegen zwischen 4 und 43 °C, optimales Wachstum findet bei 28–37 °C statt. Die Art ist halotolerant, sie wächst bei einem Gehalt von 0 bis 23 % an Natriumchlorid (NaCl) im Nährmedium, optimale Werte liegen bei 3–8 % NaCl.
Das Enzym Katalase ist vorhanden, auch der Oxidase-Test fällt positiv aus. Das Enzym Urease ist nicht vorhanden. Nitrat wird nicht zu Nitrit reduziert. Im Rahmen des chemoorgano-heterotrophen Stoffwechsels kann J. huakuii mehrere organische Verbindungen als Kohlenstoffquelle nutzen und fermentativ unter Säurebildung verwerten, dazu gehören die Kohlenhydrate L-Arabinose, D-Fructose, D-Mannose und D-Xylose. Kohlenhydrate, die nicht genutzt werden können, sind beispielsweise die Monosaccharide D-Galactose und D-Glucose, die Disaccharide D-Cellobiose, Lactose, Maltose, Melibiose, Saccharose und D-Trehalose, sowie das Trisaccharid Raffinose. Ebenso wenig werden die Zuckeralkohole D-Mannitol und myo-Inositol verwertet.

### Chemotaxonomische Merkmale
Wie für Jeotgalicoccus-Arten üblich, ist das dominierende Menachinon MK-7. Die in den Membranlipiden vorkommenden Fettsäuren sind hauptsächlich Moleküle mit einer ungeraden Zahl von Kohlenstoffatomen (C15) und keiner Doppelbindung (gesättigte Fettsäuren). Es handelt sich um die verzweigtkettigen Fettsäuren mit den Abkürzungen iso-C15:0 (iso-Pentadecansäure) und anteiso-C15:0 (anteiso-Pentadecansäure), ihr Anteil liegt bei 49,0 bzw. 19,6 %. Daneben findet sich noch die ebenfalls verzweigte Fettsäure iso-C17:0 (iso-Heptadecansäure) in größeren Mengen, mit einem Anteil von 9,7 %. Die Lipide in der Zellmembran enthalten Phosphoglyceride (Phosphatidylglycerin) und Diphosphatidylglycerin sowie mehrere nicht identifizierte Phospholipide. Glykolipide oder Aminolipide kommen nicht vor.
Der GC-Gehalt in der DNA von Jeotgalicoccus huakuii  liegt bei 36,8 Mol-Prozent. Das Genom wurde bisher (Stand 2014) noch nicht vollständig sequenziert. Allerdings wurden für phylogenetische Untersuchungen die Nukleotide der 16S rRNA bestimmt, ein für Prokaryoten typischer Vertreter der ribosomalen RNA.

### Pathogenität
Bisher (Stand 2014) ist noch keine Zuordnung von Jeotgalicoccus huakuii durch die Biostoffverordnung in Verbindung mit der TRBA (Technische Regeln für Biologische Arbeitsstoffe) 466 zu einer Risikogruppe erfolgt. In der TRBA 466 mit Stand vom 25. April 2012 sind lediglich die verwandten Arten Jeotgalicoccus halotolerans, J. pinnipedialis und J. psychrophilus aufgeführt, sie sind der Risikogruppe 1 zugeordnet, gelten folglich als Bakterien, „bei denen es unwahrscheinlich ist, dass sie beim Menschen eine Krankheit hervorrufen“ (§ 3 Biostoffverordnung).

## Systematik
Jeotgalicoccus huakuii zählt zu der Familie der Staphylococcaceae. Diese Familie gehört zu der Abteilung der Firmicutes. J. huakuii wurde 2010 von Xin-Qiang Guo u. a. erstbeschrieben. Sie entdeckten den Bakterienstamm J. huakuii NY-2 in einer Bodenprobe von einem Strand der Shandong Provinz in China. Dieser Bakterienstamm ist der Typusstamm der neu beschriebenen Art. Er wurde in den Sammlungen von Mikroorganismen in China (als CCTCC AB 208288) und Japan (als JCM 15687) hinterlegt.
Bei der phylogenetischen Untersuchung wurde eine Verwandtschaft zu den Gattungen Jeotgalicoccus, Salinicoccus und Nosocomiicoccus festgestellt. Der Vergleich der Sequenzen der 16S rRNA ergibt eine Ähnlichkeit von 99,9 % zu J. marinus, mit dem der Bakterienstamm am nächsten verwandt ist. Die Ähnlichkeit der 16S rRNA mit den anderen, zum Zeitpunkt der Entdeckung bekannten Jeotgalicoccus-Spezies liegt zwischen 96,2 und 92,9 %. Weiterhin wurde von Guo u. a. ein phylogenetischer Baum erstellt, basierend auf der Neighbour-Joining-Methode. Der neu entdeckte Bakterienstamm bildet zusammen mit J. marinus eine eigene Linie aus, als Verzweigung der Gruppe, die von J. halotolerans und J. psychrophilus gebildet wird. Die Einordnung in die Gattung Jeotgalicoccus wird durch phänotypische Merkmale gestützt, beispielsweise die Zusammensetzung der Fettsäuren und Phospholipide in der Zellmembran und das Vorkommen von MK-7 als Haupt-Menachinon. Die verwandte Gattung Salinicoccus hingegen besitzt MK-6 als Haupt-Menachinon, die Gattung Nosocomiicoccus zeichnet sich durch das Vorkommen eines Aminophospholipids und der gesättigten und nicht verzweigten Fettsäuren C16:0 (Palmitinsäure) und C14:0 (Myristinsäure) aus.
Um zu beweisen, dass sich der Bakterienstamm hinreichend von J. marinus unterscheidet, wurde eine DNA-DNA-Hybridisierung durchgeführt. Hier zeigt das Ergebnis von 28,8 % Ähnlichkeit genügend Abstand, um die Etablierung einer eigenen Art zu rechtfertigen. In phänotypischen Merkmalen ähneln sich die beiden Arten, lassen sich jedoch durch einige Merkmale unterscheiden. So wächst J. huakuii in Abwesenheit von Natriumchlorid, während J. marinus einen Mindestsalzgehalt benötigt. Hingegen zeigt J. huakuii kein Wachstum mehr bei einem NaCl-Gehalt von 25 %, der von J. marinus noch toleriert wird. Weitere Unterschiede ergeben sich bei den Kohlenhydraten, die unter Säurebildung verwertet werden (vergleiche Übersicht).

## Etymologie
Der Gattungsname Jeotgalicoccus leitet sich von dem neulateinischen Wort Jeotgalum her und bezieht sich auf den Fundort der erstbeschriebenen Art. Sie wurde aus koreanischen fermentierten Meeresfrüchten Jeotgal isoliert. Der Artname J. huakuii wurde zu Ehren des chinesischen Mikrobiologen Hua-Kui Chen gewählt.